# 庫諾·馮·毛奇

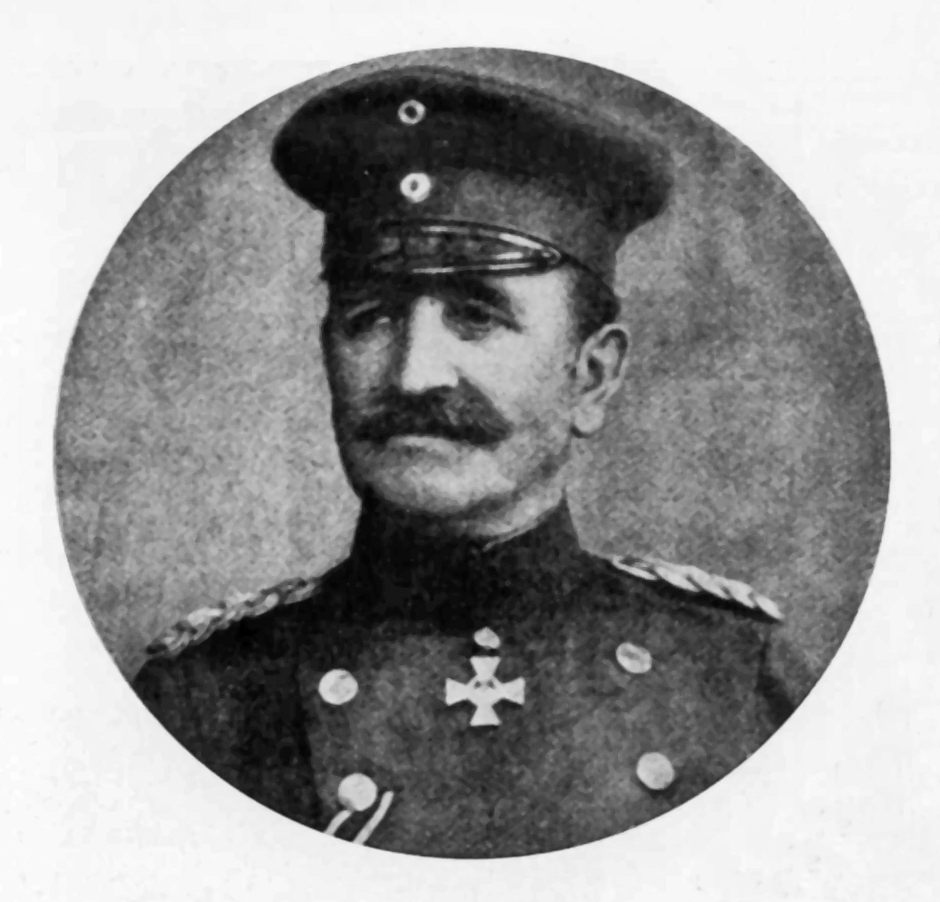
庫諾·馮·毛奇

库诺·奥古斯特·弗里德里希·卡尔·德特列夫·冯·毛奇（1847年12月13日 - 1923年3月19日）是德皇威廉二世的副官和柏林军事指挥官，後來他被卷入奧伊倫堡事件並且被迫從军队中離職。奧伊倫堡事件發生之后，毛奇很少在公眾場合中露臉。 